# Nakadžima E4N
U japonských jmen je rodné jméno uváděno na prvním místě a rodové jméno na druhém
Při přepisu japonštiny byla použita česká transkripce
Průzkumný hydroplán typu 90 číslo 2 (japonsky 九〇式二号水上偵察機 Kjúdžú-šiki ni-gó suidžó teisacuki) byl jednomotorový dvoumístný dvouplošný průzkumný plovákový letoun japonského císařského námořního letectva ze 30. let 20. století určený k dálkovému průzkumu z pobřežních základen a lodí císařského námořnictva. Typu bylo přiděleno krátké označení E4N. Celkem bylo vyrobeno 147 nebo 154 kusů.

## Vývoj
V roce 1928 vzneslo císařské námořnictvo požadavek na nový průzkumný hydroplán. Firma Nakadžima představila prototyp jednomotorového dvouplošníku, založeného na americkém Vought O2U-1 Corsair a opatřeného dvěma plováky. Poháněl ho hvězdicový nezakrytovaný motor. Byly postaveny celkem dva prototypy poháněné licenčním motorem Bristol Jupiter VI a označené jako průzkumný hydroplán typu 90 číslo 2 model 1, v krátkém značení pak E4N1 a v továrním označení Nakadžima NZ. Typ byl ale námořnictvem odmítnut, neboť plováky kladly velký odpor a E4N1 byl pomalejší a těžkopádnější, než O2U-1 s jedním centrálním plovákem.
Nakadžima proto projekt přepracovala. Vznikl dvoumístný dvouplošník s jedním centrálním plovákem a malými vyvažovacími plováky na koncích dolního křídla. Devítiválcový hvězdicový motor Nakadžima Kotobuki 1 byl již opatřen krytem a poháněl dvoulistou vrtuli (pozdější série měly motor Nakadžima Kotobuki 2 kai-1 a kovovou dvoulistou vrtuli Hamilton Standard). Tato verze pak byla 1. prosince 1931 přijata císařským námořnictvem jako průzkumný hydroplán typu 90 číslo 2 model 2, neboli E4N2. Typ byl přijat do služby o 21 dní dříve, než jeho konkurent – průzkumný hydroplán typu 90 číslo 1 (E3A) od firmy Aiči – a došlo tak k paradoxní situaci, kdy dříve zavedenému letounu bylo přiděleno vyšší pořadové číslo.
Z plovákové verze byla odvozena palubní průzkumná verze E4N2-C s kolovým záďovým podvozkem a záchytným hákem, na kterou navázala pozemní průzkumná verze E4N3 s kolovým podvozkem.

## Nasazení
E4N2 byl nasazen na lodích císařského námořnictva, jako lehký průzkumný letoun, který mohl startovat přímo z mateřských plavidel za pomocí katapultu – vzhledem ke vzletové hmotnosti 1800 kg jej bylo možno katapultovat ze všech typů katapultů císařského námořnictva, kromě katapultu Kure šiki 2-gó 2-gata (instalovaný na přídi některých lehkých křižníků, dokázal zajistit bezpečný start do hmotnosti pouhých 1700 kg). E4N2 tak mohl operovat z bitevních lodí a křižníků, aniž by ho bylo nutno před použitím spustit na hladinu.
Podle Januszewski & Zalewski byly E4N2 nasazeny během prvního šanghajského incidentu v roce 1932.

## Varianty
- průzkumný hydroplán typu 90 číslo 2 model 1, E4N1 – dva prototypy s dvěma plováky a nezakrytovaným motorem, tovární označení Nakadžima NZ[1][3]
- průzkumný hydroplán typu 90 číslo 2 model 2, E4N2 – sériová verze s jedním centrálním plovákem, tovární označení Nakadžima NJ. Podle Mikesh & Abe mělo být vyrobeno 85 kusů.[3] Podle Januszewski & Zalewski mělo být vyrobeno 80 kusů.[1]
- E4N2-C – palubní průzkumná verze s pevným kolovým podvozkem a záchytným hákem. Vyrobeno 5 kusů.[1]
- E4N3 – pozemní průzkumná verze[3]
- Nakadžima P-1 – jednomístná poštovní verze, devět kusů přestavěno z E4N2-C.[3]
- Nakadžima Giju-11 – jeden ze dvou prototypů E4N1 vybavený kabinou a používaný jako civilní dopravní letoun[3]

## Specifikace (E4N2)

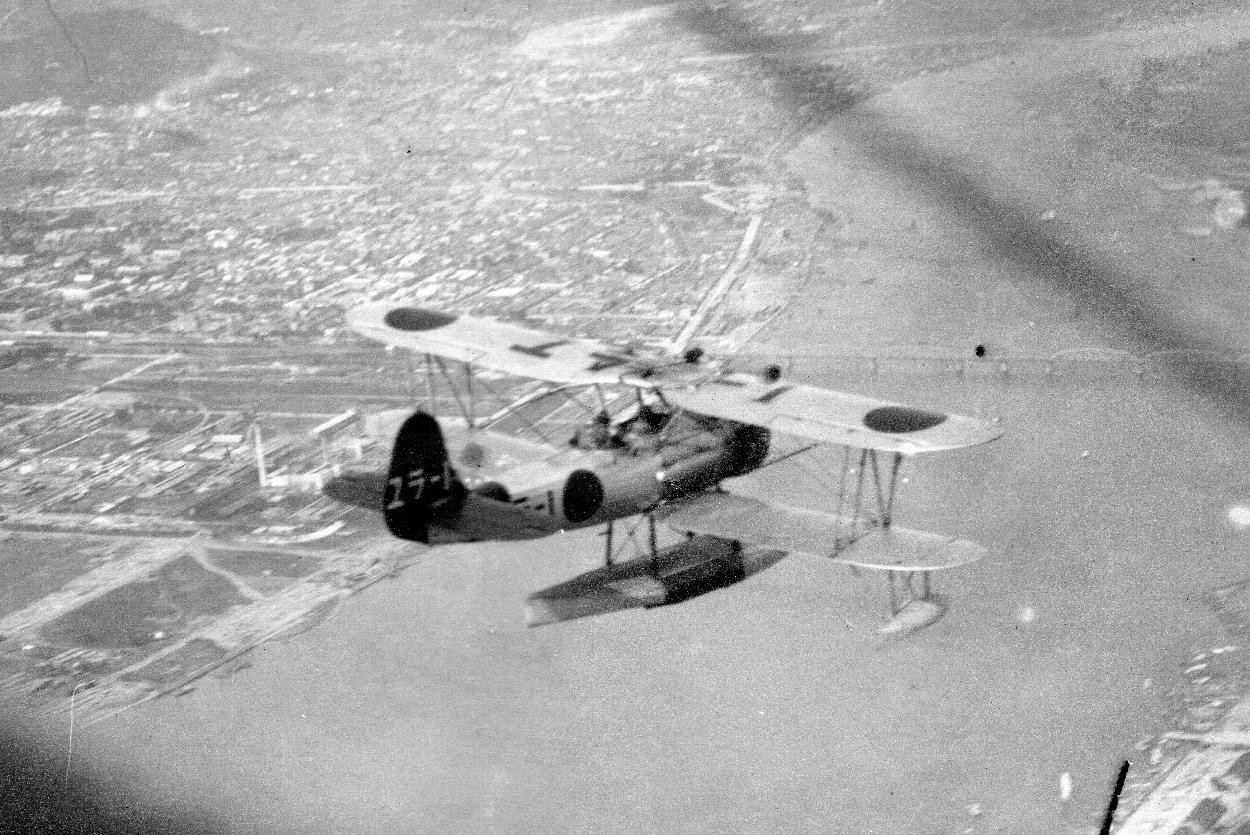
E4N2 ュラ-1 z lehkého křižníku Jura

### Technické údaje
- Osádka: 2
- Délka: 8,87 m[5][1]
- Rozpětí: 10,98 m[1]
- Výška: 3,97 m[5][1]
- Nosná plocha: 29,7 m²[5][1]
- Hmotnost prázdného letounu: 1252 kg[5][1]
- Vzletová hmotnost: 1800 kg[5][1]
- Pohonná jednotka: 1× hvězdicový devítiválec Nakadžima Kotobuki 1[1]
  - Maximální výkon motoru: 580 k (426,6 kW)[5][1]
  - Výkon motoru ve výšce 1500 metrů: 460 hp (338,3 kW)[5][1]

### Výkony
- Nejvyšší rychlost: 232[1][5] nebo 269 km/h[1]
- Cestovní rychlost: 148[1][5] nebo 167 km/h[1]
- Dostup: 5740 m[1][5]
- Výstup do výšky 3000 m: 10 minut, 34 sekund[1][5]
- Dolet: 880[5] nebo 1118 km[1]

### Výzbroj
- 1 × 7,7mm dopředu namířený pevný kulomet
- 1 × 7,7mm pohyblivý kulomet ovládaný střelcem
- 2× 30kg pumy[1]